# De Jonge Sophia
De Jonge Sophia is een korenmolen aan de Wilgenweg in Groot-Ammers, in de Nederlandse gemeente Molenlanden (provincie Zuid-Holland). De grondzeiler is in 1773 gebouwd op de grens tussen de dorpen Ottoland en Goudriaan, een goede locatie om voor beide dorpen te kunnen malen. Door veranderingen in de omgeving stond de Jonge Sophia in een hoek van een bedrijventerrein waarvandaan hij door vrijwilligers in oktober 1999 is verplaatst om verder verval te voorkomen. Op 27 maart 2004 is De Jonge Sophia draaivaardig hersteld; op 30 maart 2007 werd de inmiddels maalvaardig herstelde molen officieel in bedrijf gesteld. In de molen bevindt zich een koppel maalstenen, waarmee op vrijwillige basis wordt gemalen.
De molen is eigendom van Stichting Streekcentrum Ooievaarsdorp Het Liesvelt en is bij een bezoek aan het streekcentrum te bezichtigen.